# Hoda Barakat
Pour les articles homonymes, voir Barakat.
Hoda Barakat ou Hudá Barakāt, est une écrivaine née à Bcharré au Liban le 7 septembre 1952. Ses romans sont écrits en arabe et traduits dans de nombreuses langues, dont le français publié chez Actes Sud. 
Lauréate en 2000 du prestigieux prix Naguib-Mahfouz, elle est en 2019 la première femme à remporter à part entière le Prix international de la fiction arabe, le prix Booker arabe. 
Elle considérée comme l'une des voix les plus originales de la littérature arabe contemporaine.

## Biographie
Hoda Barakat naît et passe son enfance à Bcharré au Liban, ville chrétienne marronite et lieu de naissance de Gibran Khalil Gibran.
Elle étudie la littérature française à l’université libanaise de Beyrouth dont elle sort diplômée en 1975. Après avoir enseigné dans le village d'al-Khaim dans le sud du Liban, la guerre civile l'amène à retourner à Bcharré dans le nord du pays. En 1975-1976, elle s'installe à Paris pour commencer un doctorat, mais, toujours en raison de la guerre civile, elle décide de retourner dans son pays et d'y travailler comme enseignante, journaliste et traductrice. 
De 1980 à 1986, elle travaille au Centre pour la recherche libanaise où ses recherches portent sur la militarisation de la société libanaise. 
En 1988, elle participe au lancement de Shahrazad, un magazine féminin. 
En 1989, elle s'installe définitivement à Paris et collabore comme journaliste avec plusieurs publications dont Le Nouvel Observateur, Qantara et Défis Sud.
En 1993, elle intègre la rédaction de Radio Orient dont elle devient directrice de l'information .
De 2010 à 2011, elle est artiste en résidence à l'Institut d'études avancées de Nantes où elle rédige La nuit de la Sultane pour les éditions Château des ducs de Bretagne dans la collection Échos des lectures qui résonnent. 
En 2011-2012 elle est artiste en résidence au Collège scientifique de Berlin où elle présente en langue anglaise la pièce  de théâtre Alhazih alakhir (Dernier volet de la nuit) et achève le roman Royaume de la Terre.
En 2013, elle est professeure invitée pour les Études sur le Moyen-Orient de l’université du Texas à Austin et l’université de Virginie. 
En 2017-2018 elle est écrivaine en résidence à l'Institute for Advanced Study de l'Université d'Europe centrale.
En 2019 elle devient membre du Montgomery Fellows Program du Dartmouth College.

## Carrière littéraire
En 1985, elle publie Za’irat, un premier recueil de nouvelles essentiellement dévolu au quotidien des femmes pendant la guerre civile libanaise.  
En 1990, elle remporte le prix littéraire du magazine londonien al-Nāqid pour La Pierre du rire. La fiction est construite autour d’un personnage masculin qui vit une crise d'identité. Il est le premier roman de langue arabe à avoir un homosexuel comme personnage central. 
En 2000, son roman, Le Laboureur des eaux, remporte la médaille Naguib-Mahouz de littérature. 
Son sixième roman, Courrier de nuit, publié en langue française chez Actes Sud, reçoit le 23 avril 2019 le prix international de la fiction arabe de la fondation Booker. C'est la première fois qu'une femme reçoit ce prix à part entière.

## Distinctions
- Médaille Naguib-Mahfouz de la littérature (2000)[13]
- Prix international de la fiction arabe (2019)[14]

## Décorations
- Chevalière de l'ordre des Arts et des Lettres (2002)
- Chevalière de l'ordre national du Mérite (2008)[15]

## Œuvres
- La Pierre du Rire, 1990
- Les Illuminés, 1993
- Le Laboureur des eaux, 1998
- Mon maître, mon amour, 2007
- Le Royaume de cette terre, 2012
- Hudá Barakāt, La nuit de la Sultane, Éditions Château des ducs de Bretagne, coll. « Échos », 2015, 44 p. (ISBN 978-2-906519-52-7).
- Hoda Barakat (trad. Philippe Vigreux), Courrier de nuit, Actes Sud, coll. « Mondes arabes », octobre 2018, 144 p. (ISBN 978-2-330-11371-1)